# خوسيه مغربي
خوسيه مغربي (بالإنجليزية: Jose Mugrabi)‏ هو جامع وتاجر إسرائيلي لقطع الفن المعاصر، ولد في القدس لعائلة من أصل سوري.

## أعماله
يعمل مع ولديه ألبرتو وديفيد، اللذين يمارسان المهنة نفسها ويظهرون معه غالبًا في المزادات أو غيرها من المعارض الفنية المعاصرة. يعتبرون من أهم اللاعبين في سوق الفن المعاصر، إلى جانب لاري جاجوسيان. وتقدر ثروة عائلة خوسية ب 5 مليارات دولار.
تمتلك العائلة أكبر مجموعة من أعمال آندي وارهول بالإضافة إلى العديد من أعمال جيف كونز وروي ليشتنشتاين ودامين هيرست.
تمتل العائلة أيضا أكبر مجموعة من أعمال للفنان الفرنسي فيليب باسكوا.